# Echoes
Echoes: The Best of Pink Floyd este un album compilație al trupei Pink Floyd. A fost lansat de EMI Records pe 5 noiembrie 2001 în Regatul Unit iar după o zi în Statele Unite prin Capitol Records. A intrat direct pe locul 2 în topul Billboard al albumelor la data de 24 noiembrie 2001 cu vânzări de 214 650 exemplare. A rămas în top pentru 26 de săptămâni. Albumul a fost creditat cu disc de aur, platină și dublu disc de platină pe 6 decembrie 2001 în SUA de către RIAA. A fost de asemenea creditat cu triplu disc de platină în SUA la 8 ianuarie 2002 și cu cvadruplu disc de platină la 10 septembrie 2007. 

## Tracklist

### Disc 1
1. "Astronomy Domine" (4:10)
2. "See Emily Play" (2:47)
3. "The Happiest Days of Our Lives" (1:38)
4. "Another Brick in The Wall (Part 2)" (4:01)
5. "Echoes" (16:30)
6. "Hey You" (4:39)
7. "Marooned" (2:02)
8. "The Great Gig in The Sky" (4:39)
9. "Set The Controls for The Heart of The Sun" (5:20)
10. "Money" (6:29)
11. "Keep Talking" (5:57)
12. "Sheep" (9:46)
13. "Sorrow" (8:45)

### Disc 2
1. "Shine On You Crazy Diamond (Parts 1-7)" (17:32)
2. "Time" (6:48)
3. "The Fletcher Memorial Home" (4:07)
4. "Comfortably Nimb"/"Bring The Boys Back Home" (6:53)
5. "When The Tigers Broke Free" (3:42)
6. "One of Thse Days" (5:14)
7. "Us and Them" (7:51)
8. "Learning to Fly" (4:50)
9. "Arnold Layne" (2:52)
10. "Wish You Were Here" (5:20)
11. "Jugband Blues" (2:56)
12. "High Hopes" (6:59)
13. "Bike" (3:24)

## Componență
- Syd Barrett - chitară și voce pe "Astronomy Domine", "See Emily Play", "Arnold Layne", "Jugband Blues" și "Bike"
- David Gilmour - chitare, chitară bas pe "Hey You", "Sheep", "High Hopes" și "One of These Days", claviaturi, tobe pe "Sorrow", voce
- Nick Mason - baterie, percuție , vocalizări pe "One of These Days"
- Roger Waters - chitară bas, chitară ritmică pe "Sheep", voce
- Richard Wright - claviaturi, orgă, pian, sintetizatoare, clavinet, voce